# Ice speedway

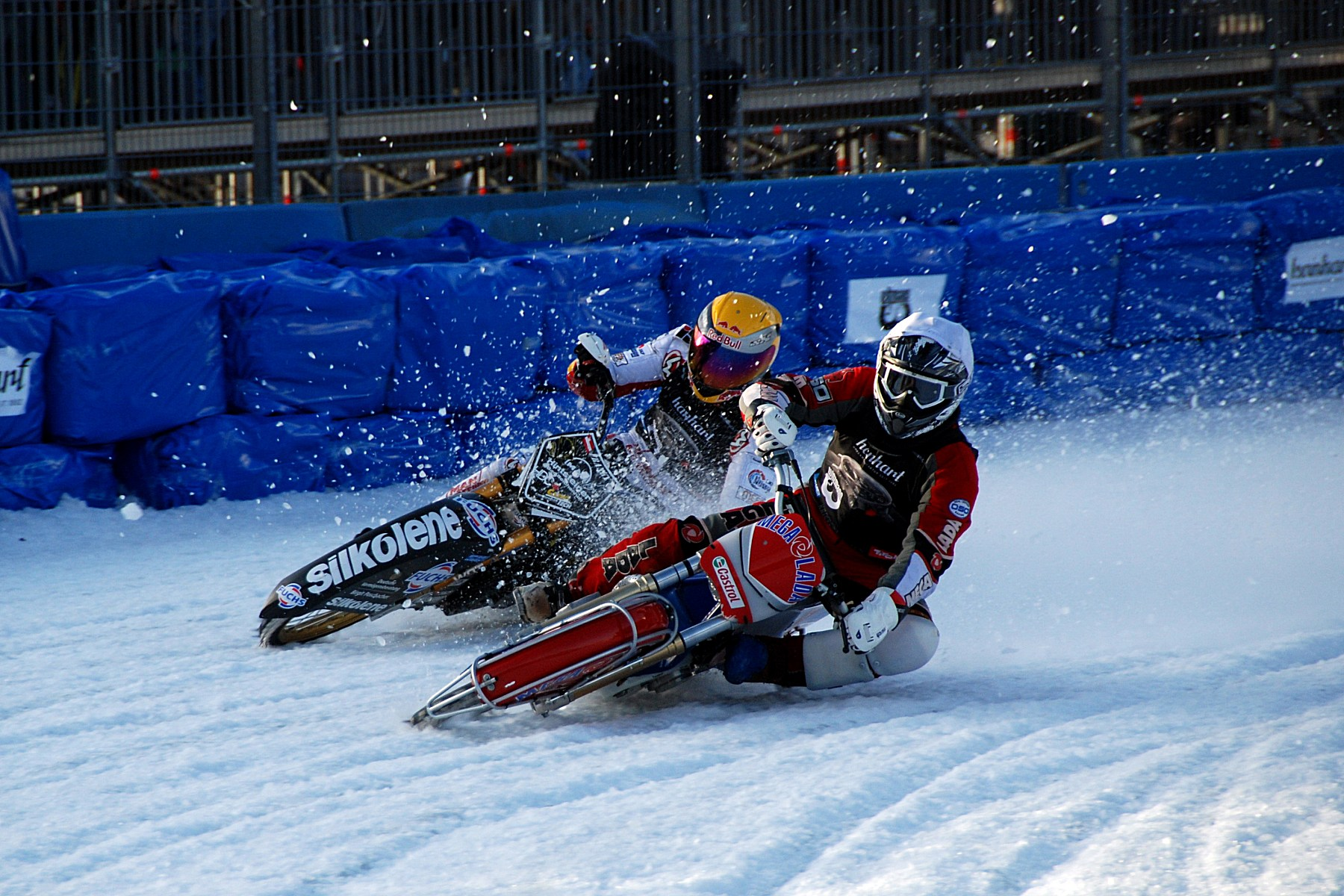
Ice speedway Innsbruck 2010

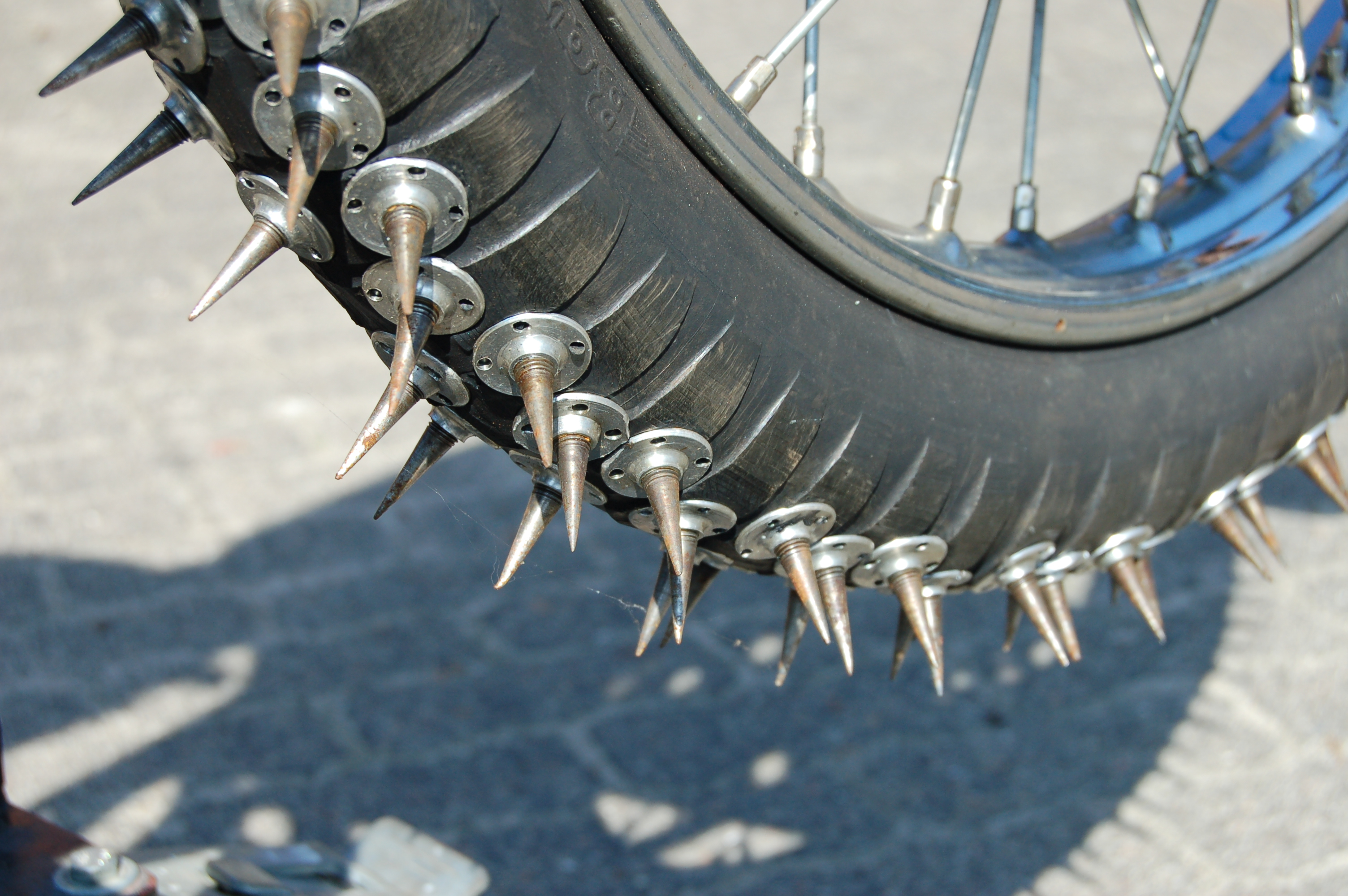
Primo piano di uno pneumatico da ice speedway

L'ice speedway è una disciplina del motociclismo, variante sul ghiaccio dello speedway, che si corre in senso antiorario su piste ovali lunghe fra i 260 e i 425 metri. La struttura della corsa e del punteggio è la stessa dello speedway su terra.
La moto ha una certa somiglianza con quella tradizionale da speedway, ma ha un interasse più lungo e un telaio più rigido. La specialità è divisa in categorie in base al tipo di pneumatico usato. La categoria con pneumatici studded coinvolge piloti su moto con chiodi fino a 30 mm: 90 chiodi nella ruota anteriore e 250-500 nella posteriore. L'uso di questi chiodi richiede l'aggiunta sulle ruote di speciali elementi protettivi (simili a parafanghi) che si estendono quasi fino alla superficie del ghiaccio. Gli pneumatici chiodati producono un'enorme trazione, per cui sono necessari anche cambi a due velocità. Come nello speedway, le moto non hanno freni.
Nella categoria studded non c'è controllo della sbandata in curva per il grip prodotto dai chiodi nel ghiaccio. Invece i piloti inclinano le moto nelle curve ad un angolo da far sfiorare ai manubri la superficie della pista. Le velocità si avvicinano ai 130 km/h sui rettilinei e 100 km/h in curva. Solitamente le barriere di protezione sono balle di paglia o cumuli di neve e ghiaccio intorno alla pista.
Lo stile di guida per le corse studded è diverso da quello usato nelle altre discipline motoristiche in pista. Questo significa che lo speedway è una categoria a parte, i cui piloti difficilmente hanno esperienze in altre specialità.
La maggior parte delle squadre e dei meeting patrocinati dalla Federazione Motociclistica Internazionale hanno sede in Russia, Svezia e Finlandia, ma ci sono eventi anche in Repubblica Ceca, Germania, Paesi Bassi e occasionalmente in altre nazioni. In Canada il campionato nazionale si svolge sotto l'egida della Canadian Motorcycle Association.